# Serbiens herrjuniorlandslag i ishockey
Serbiens herrjuniorlandslag i ishockey representerar Serbien i ishockey för herrjuniorer. Laget spelade sin första landskamp den 10 december 2006 i Elektrėnai i samband med juniorvärldsmästerskapets Division II-grupp, och förlorade då med 1-8 mot Litauen.

### Fotnoter
1. ↑  ”Championnat du monde 2007 des moins de 20 ans”. Hockeyarvhives. 2006-2007. http://www.passionhockey.com/hockeyarchives/U-20_2007.htm. Läst 16 december 2013.